# Cetáceos da Madeira
Cetáceos da Madeira este o arie protejată (sit de importanță comunitară — SCI) din Portugalia întinsă pe o suprafață de 681.498,69 ha, integral marine.

## Localizare
Centrul sitului Cetáceos da Madeira este situat la coordonatele 32°46′40″N 16°44′23″W / 32.7779°N 16.7396°V.

## Înființare
Situl Cetáceos da Madeira a fost declarat sit de importanță comunitară în octombrie 2016 pentru a proteja 13 specii de animale.

## Biodiversitate
Situată în ecoregiunea marină macaroneziană, aria protejată nu include niciun habitat protejat.
La baza desemnării sitului se află mai multe specii protejate:
- păsări (9): Bulweria bulwerii, Calonectris diomedea, Larus michahellis, Oceanodroma castro, Pterodroma feae, Pterodroma madeira, Puffinus assimilis, Puffinus puffinus, chiră de baltă (Sterna hirundo)
- mamifere (2): foca-călugăr (Monachus monachus), delfin mare (Tursiops truncatus)
- reptile (2): Caretta caretta, Chelonia mydas

Pe lângă speciile protejate, pe teritoriul sitului au mai fost identificate 27 de specii de mamifere, 3 specii de reptile.